# The Knight Errant
Pour plus de détails, voir Fiche technique et Distribution.
The Knight Errant est un film britannique réalisé par George Ridgwell, sorti en 1922.

## Fiche technique
- Titre original : The Knight Errant
- Réalisation : George Ridgwell
- Scénario : Leslie Howard Gordon et Mme Sydney Groome, d'après la nouvelle The Knight Errant d'Ethel M. Dell
- Société de production : Stoll Picture Productions
- Société de distribution : Stoll Picture Productions
- Pays d'origine :  Royaume-Uni
- Langue originale : anglais
- Format : noir et blanc — 35 mm — 1,37:1 — Film muet
- Genre : Drame
- Durée : six bobines
- Date de sortie : 
  - Royaume-Uni :février 1922

## Distribution
- Madge Stuart : Ernestine
- Rex McDougall : Cecil Mordaunt Livingston
- Olaf Hytten : Hernando Perez
- Norma Whalley : Lady Cardwell
- Judd Green : M. Perkiss
- Eva Westlake : Mme Perkiss